# Owieczki (powiat gnieźnieński)
Owieczki – wieś w Polsce położona w województwie wielkopolskim, w powiecie gnieźnieńskim, w gminie Łubowo.
W latach 1975–1998 miejscowość należała administracyjnie do województwa poznańskiego.
Przez wieś przepływa rzeka Mała Wełna. Wieś leży nad jeziorem Owieczki, w pobliżu znajduje się również Jezioro Mistrzewskie.

## Galeria

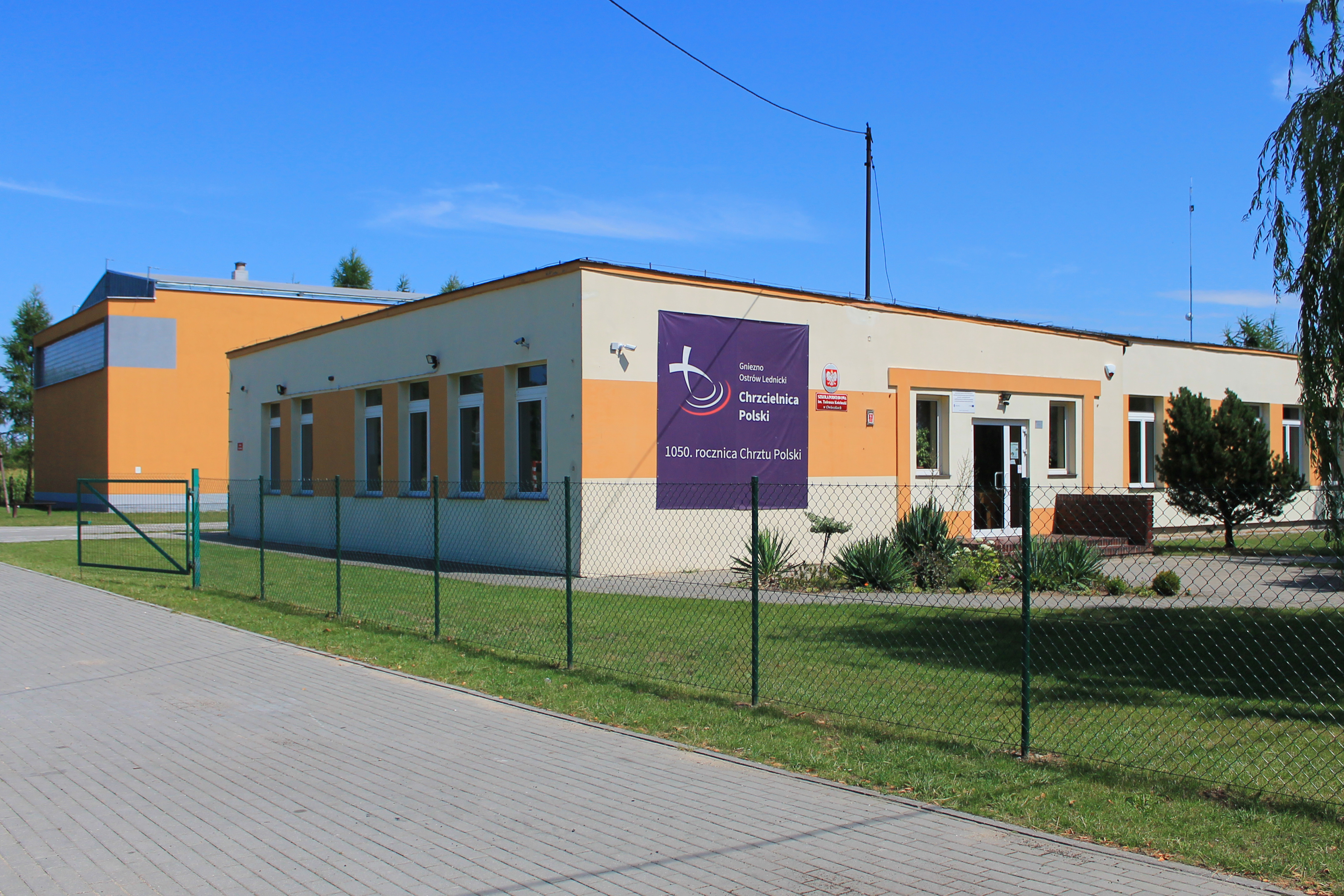
Szkoła podstawowa im. Tadeusza Kościuszki w Owieczkach
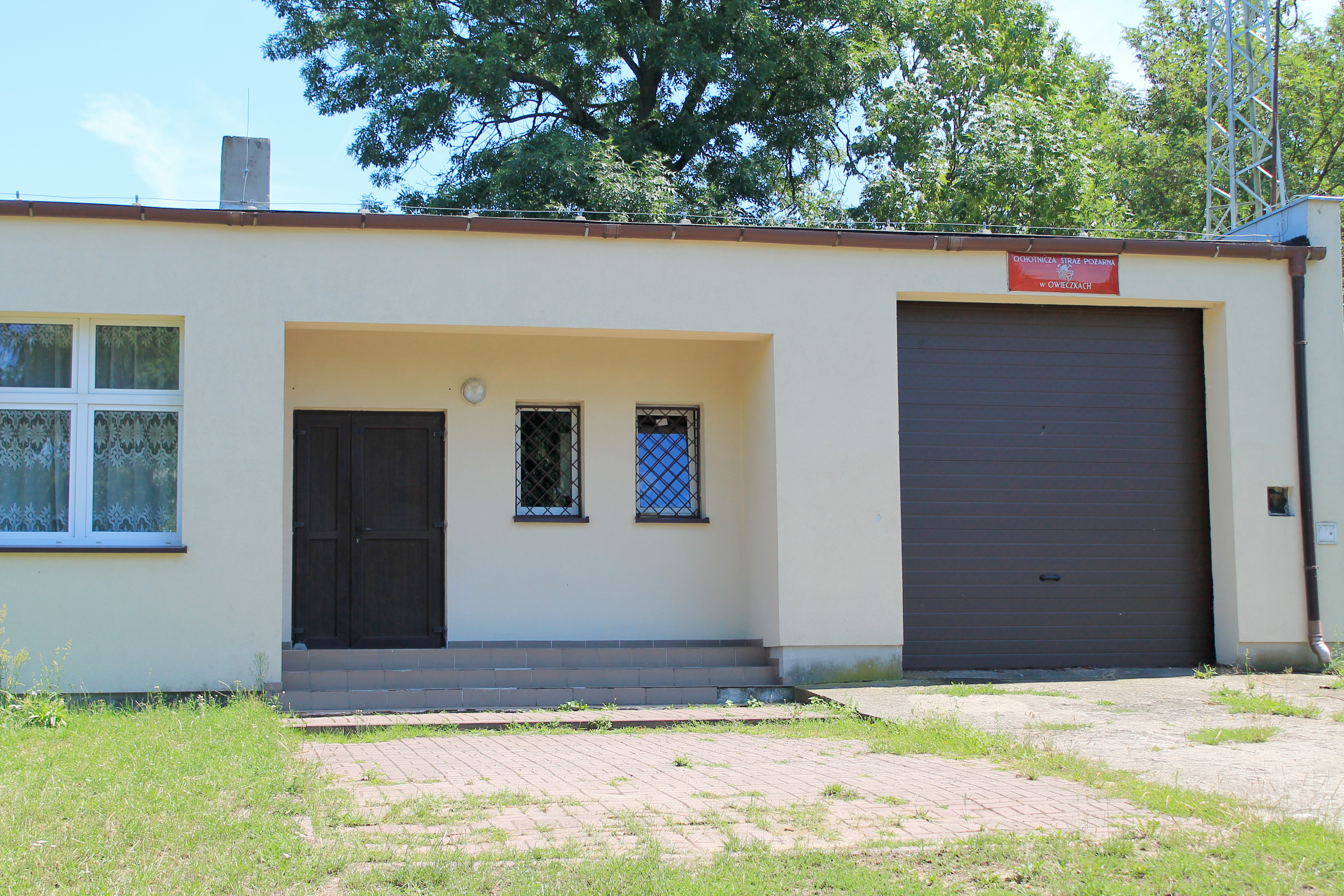
Ochotnicza Straż Pożarna
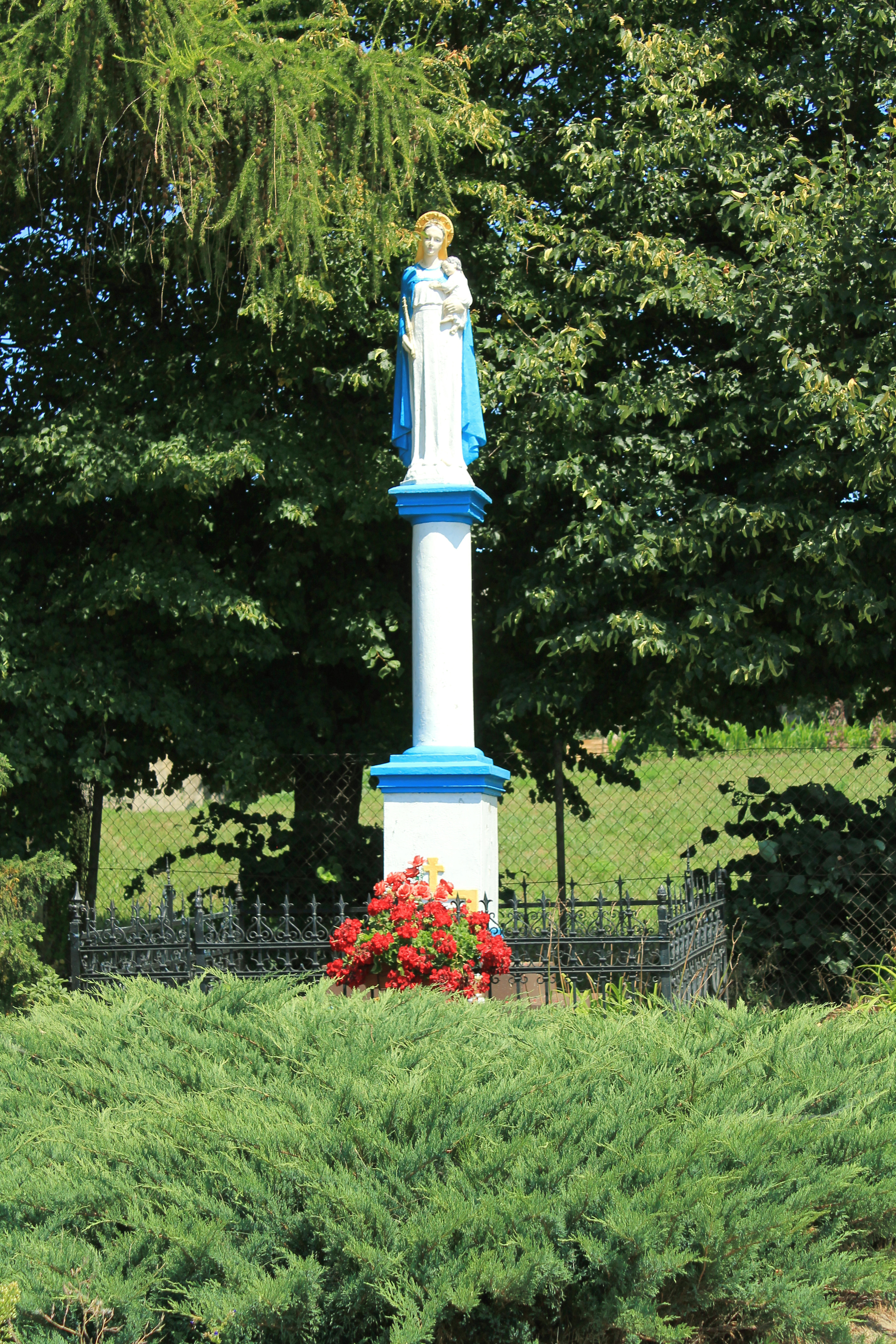
Figurka Matki Boskiej
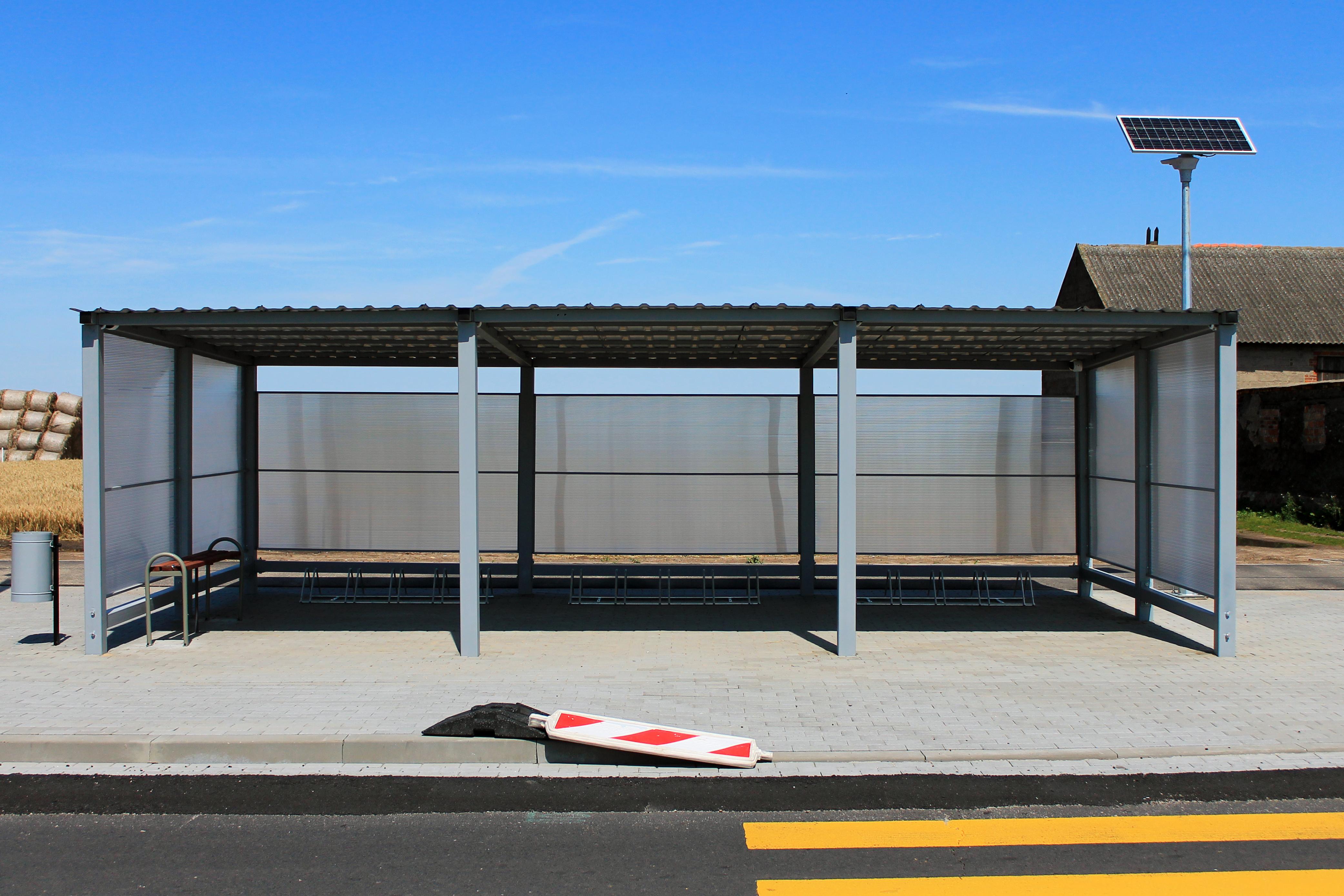
Wiata na rowery przy drodze nr 197